# Werner Hollomey
Werner Hollomey (* 3. Februar 1929 in Schladming) ist ein österreichischer Architekt und Universitätsprofessor, er war auch Rektor der Technischen Universität Graz.

## Leben
Hollomey wurde am 3. Februar 1929 als Sohn eines Steuerberaters und einer Hebamme in Schladming geboren. Nach zweiklassiger Volksschule und Hauptschule in Schladming besuchte er ab 1940 die Deutsche Heimschule in Kreuzberg bei Bischofshofen und ab 1945 das Lichtenfelsgymnasium in Graz, wo er 1947 die Matura ablegte.
Er studierte bei Friedrich Zotter, Karl Hoffmann und Karl Raimund Lorenz an der Technischen Universität Graz Architektur, und erlangte 1952 sein Diplom.
Nach einem Praktikum in Salzburg und Wien im Büro Fellerer-Wörle eröffnete er 1953 in Graz sein eigenes Architekturbüro und arbeitete parallel auch als Hochschulassistent an der Technischen Universität Graz am Institut für Baukunst und Entwerfen unter den Professoren Friedrich Zotter und Ferdinand Schuster. 1974 wurde er zum ordentlichen Universitätsprofessor für Hochbau und Entwerfen der Technischen Universität Graz berufen, in den Jahren 1977/78 und 1987 bis 1989 war er Dekan der Fakultät für Architektur und 1979 bis 1981 Rektor der TU Graz.
Mit dem Architekten Hans Hollein vertrat er die österreichischen Architekturschulen in der Europäischen Kommission in Brüssel (1983–1993).
Im Rahmen der Werkgruppe Graz (1959–1989, Architekten Eugen Gross, Friedrich Groß-Rannsbach, Hermann Pichler, Werner Hollomey) und teils auch in Partnerschaften mit Karl Hack und Ralf Hollomey bearbeitete Hollomey mehr als hundert Projekte. Er realisierte zahlreiche private und öffentliche Objekte wie Wohnbauten, Krankenhäuser, Schulen, Kindergärten, Studenten- und Seniorenheime, Messebauten, Sportanlagen, Industriebauten, evangelische und katholische Sakralbauten. Außerdem war er als Ortsplaner in 14 Gemeinden und Landesplaner, Teilnehmer und Juror in nationalen und internationalen Wettbewerben, sowie als Gutachter in fachlichen wie rein künstlerischen Fragen tätig. Forschungsarbeiten betrafen die Bereiche Bäder- und Schulbauten, Studentenheime, Industrieparks, Kinderspielplätze und Messebauten.
Mit der Werkgruppe Graz wurden jährlich im Eigenverlag durch 25 Jahre Lyrikbände von steirischen Autoren (Alois Hergouth, Alfred Kolleritsch, Herbert Zinkl, Markus Jaroschka, Josef Fink u. v. a.) publiziert.
Er ist Gründungsmitglied der Künstlervereinigung Forum Stadtpark in Graz und hat von 1960 bis 1970 das Referat „Architektur und Technik“ geleitet.
1985 bis 1989 war er Präsident der Erwachsenenbildungs-Institution Urania Steiermark, von 1996 bis 2003 Bauberater der evangelischen Kirche Steiermark und seit 1998 Sachverständiger in der Kunst- und Liturgiekommission der römisch-katholischen Kirche Diözese Graz-Seckau.
Ein wesentliches Merkmal seiner Interessen galt dem Studium fremder Kulturen. Seit 1952 hat er in Individualreisen, Exkursionen mit Studierenden, oder in unterschiedlichen Gruppierungen weltweit rund 50 Länder besucht und seine Kulturerfahrungen in ausführlichen Dokumentationen publiziert. Werner Hollomey zeichnete während seiner Reisen tausende Skizzen, die er in dutzenden Reiseskizzenbüchern zusammenfasste.
Die TU Graz vergibt jährlich im Rahmen von Diplomprämierungen den von Werner Hollomey gestifteten „Hollomey Reisepreis“ an Studierende.

### Sport
In früheren Lebensjahren war Werner Hollomey in Fußball- und Handballteams als Tormann und auch in diversen Leichtathletikdisziplinen (Landesmeister im Fünfkampf) erfolgreich. Er war als Mitglied der HG Bergland der Wiener Alpenvereinssektion Austria Extrembergsteiger mit mehreren Erstbegehungen im Dachsteingebiet und in den Schladminger Tauern, etwa gelang ihm gemeinsam mit Helmuth Gruber die schwierige Erstbegehung der Nordwand des Hochgolling (8. September 1947). Er spielte Tennis und war Mitglied des Grazer Tauchsportclubs (Tauchunternehmen im Mittelmeer, Roten Meer, Indischen Ozean und Golf von Mexiko).

### Familie
Werner Hollomey war seit 1955 mit Gartengestalterin Gundl (geb. Schirnhofer, † 2020) verheiratet. Aus der Ehe gingen die Kinder Sabine (Ernährungswissenschaftlerin), Ralf (Architekt, verheiratet mit Barbara Hollomey) und Simone (Ärztin) hervor. Sechs Enkelkinder und drei Urenkel vervollständigen inzwischen die Großfamilie.

## Werke (Auswahl)

### Bauwerke
- Forum Stadtpark Graz, Kulturzentrum 1960
- Studentenheim am Rehgrund, Graz 1962, mit Werkgruppe Graz
- Studentenhaus Hafnerriegel, Graz, 1964, mit Werkgruppe Graz[2]
- Haus Schwarz, 1965, mit Werkgruppe Graz
- Studentenhaus Leechgasse mit Mensa, 1965, mit Werkgruppe Graz (unter Denkmalschutz)
- I. Chirurgische Klinik LKH Graz 1972, mit Werkgruppe Graz
- Terrassenhaussiedlung Graz – St. Peter, 1972–1978, mit Werkgruppe Graz[10]
- Schulzentrum Kapfenberg-Walfersam, 1973, mit Werkgruppe Graz
- Koralm – Sporthalle Deutschlandsberg, 1980, mit Werkgruppe Graz
- Strahlentherapiezentrum LKH Graz, 1980
- Schulzentrum Fürstenfeld, 1983, mit Werkgruppe Graz
- Wohnanlage Lindenweg Deutschlandsberg, 1988, mit Architekt Hack
- Wohnheim der Lebenshilfe Graz, 1990, mit Architekt Ralf Hollomey
- Seniorenwohnheim Deutschlandsberg, 1994, mit Architekt Ralf Hollomey
- Katholisches Pfarrzentrum Schutzengel Graz, 1996, mit Architekt Ralf Hollomey[11] (unter Denkmalschutz)
- Eingangsgebäude zum Freilichtmuseum Stübing, 2011, mit Architekt Ralf Hollomey

Evangelische Kirchen – Neubauten, Umbauten und Erweiterungen:
- Heilandskirche Graz, 1982–1992
- Evangelische Krankenhauskapelle LKH-Graz, 1987
- Friedhofskirche Graz – St. Peter, 2002
- Evangelisches Pfarrkirchen in Deutschlandsberg, 2008

(Quelle:)

### Ausstellungen
- Ljubljana, Dijon, 1963
- München, Zürich, 1964
- Kapfenberg, 1965
- Wien, Rom, Triest 1967
- Graz, Forum Stadtpark, Werkgruppe Graz, „Kristallisationen“, 1967
- Graz, Wien, Innsbruck 1968
- Warschau, Varna 1969
- Wien, The Austrian Phenomenon 2003
- „Graphische Reisetagebücher“, Grazer Stadtmuseum, 2003[1][12]

### Vorträge
- Das Verhältnis des Architekten zum technischen Aspekt des Bauens, 1973
- Über die Neubewertung der Technik (Antrittsvorlesung), 1974
- Ist Technologienkontrolle identisch mit Kontrolle des Technikers? (Inaugurationsrede), 1979[1]
- Festrede 80 Jahre Rotary International 1985, Grazer Congress
- Utopie? Utopie! Ingenieurkammertag 1980
- Die Welt ein Garten – Der Garten eine Welt: Der Japanische Garten, Vortragsblock in der Steirischen Urania
- Wohnen für behinderte Menschen, Vortragsblock im Rahmen des Seniorenstudiums
- Holz, ein Baustoff naturbezogenen Selbstverständnisses, Steirischer Holzbautag 1983
- Die Stadt als ein Ort räumlicher Identifikation, Vortrag im ORF "850 Jahre Graz"
- 40 Jahre Urania, Jubiläums-Festakt 1987, Marginalien zur Befindlichkeit der Gesellschaft
- Fremdenverkehr und Technik, Die Fremdenverkehrsabhängigkeit alpiner Gebiete und deren Folgen. Woche der Begegnung Ramsau am Dachstein, 1988
- Fremdenverkehr zwischen Technik und Umweltschutz, Ziviltechnikertage Schladming, März 1990

### Publikationen
- Ikonen – Fenster zur Ewigkeit, 1978
- Über den Wert utopischen Denkens, 1979
- Nachdenken über Politik, in 'Zweifel an der Wissenschaft', Verlag Styria, Graz, 1985
- Orte – ihre Bilder und Inhalte, Steirische Ortsbildtage 1991–1992, Verlag der Technischen Universität Graz, 1992
- Gedanken zum Frieden, 1994
- Die bäuerliche Wohnkultur der Berber, Zusammenhänge zwischen Lebensraum, Kulturfeld und Wohnform, Schriftenreihe Stmk. Landesmuseum Joanneum, 1994[1]
- Orte – Ihre Bilder und Inhalte, Steirische Ortsbildtage 1992, Verlag der Technischen Universität Graz, 1992
- Äußerungen, Verlag Ausseninstitut der Technischen Universität Graz, 1997
- Hollomey 80, Fakultät für Architektur der TU Graz, Verlag der Technischen Universität Graz, Graz 2009[8]
- Werkgruppe Graz 1959–1989, Park Books, Zürich 2013[12]

## Auszeichnungen
Teils im Rahmen der Werkgruppe Graz und teils gesondert:
- Geramb-Dankzeichen für Gutes Bauen:
- Würdigungspreis des Vereins für Baukultur (1996 Haus Schwarz, Weiz)
- Kulturpreis der Stadt Moskau (1992 Hotel Kempinski)
- Josef-Krainer-Preis – mit Emil Breisach, "Audio-Visuelle Zentren" – wissenschaftlich-publizistische Auszeichnung 1975
- Goldenes Ehrenzeichen am Band der Technischen Universität Graz (1982)
- Großes Ehrenzeichen des Landes Steiermark (2008)
- Goldenes Verdienstzeichen der Stiftung Österreichisches Freilichtmuseum Stübing (2016)
- Ehrenzeichen für Wissenschaft, Forschung und Kunst des Landes Steiermark, 14. Mai 2019[13]
- Ehrenzeichen des Verbandes der Österreichischen Volkshochschulen (2019)
- Paul-Harris-Fellow (3 Saphire), Rotary International